# نقش معصوب
نقش معصوب هو نقش باللغة الفينيقية عُثر عليه في خربة معصوب بالقرب من البصة في شمال فلسطين. يعود تاريخ النقش إلى عام 222/21 قبل الميلاد. مكتوب بالخط الفينيقي، ويعرف أيضًا بالرمز KAI 19.

## المنشأ
يُرجح متحف اللوفر أن أصل النقش من أم العمد، لبنان ، حوالي 6-7 كم إلى الشمال الغربي من خربة معصوب، بناءً على الإشارة لمعبد عشتروت في النقش؛ وقد جرى بالفعل التنقيب عن مثل هذا المعبد في أم العمد.   هذا الافتراض يتعارض مع بيان المصدر الأصلي الذي قدمه جانو، كما طعن فيه فريدمان وإيكر مؤخرًا، اللذان لا يران أي سبب لافتراض مصدر آخر للنقش، ويقترحان أن معبدًا ثان لعشتروت ، وتوأم للمعبد الشمالي في أم العمد، قد بُني عند المدخل الجنوبي لممر سلم صور، أي عند معصوب أو بالقرب منها، مما أدى إلى إنشاء "قوس" طقسي للمرور.  في كتالوج دوناند ودورو لنقوش أم العماد، هو النقش الرابع. 

## النقش
نقحرة وترجمة النقش :  
 
| سطر | نقحرة                           | ترجمة                                      |
| --- | ------------------------------- | ------------------------------------------ |
| 1   | عرفت كبرت مصع شمش وصـ           | العمد الكبير لمشرق الشمس وشمـ              |
| 2   | ـفلي اش بن هالم ملاك ملك        | ـالها الذي بنا الألهة رسل ملك              |
| 3   | عشترت وعبدي بعل حمن             | عشتروت وعباد بعل حمون                      |
| 4   | لعشترت باشرت ال حمن             | لعشتروت بفناء إيل حمون                     |
| 5   | بشت 20 3 3 لبتلميس ادن          | بالسنة السادسة والعشرين لبطليموس سيد       |
| 6   | ملكم هادر فعل نعم بن بتـ        | الملوك القادر فعال الخير بن بطـ            |
| 7   | ـلميس وارسناس الم ا[حـ]         | ـليموس وأرسينوي آلهة أ[خـ]                 |
| 8   | ـيم شلش حمشم شت لعم [صر]        | ـوة ثلاثة وخمسين سنة لشعب [صور]            |
| 9   | كماش بن ايت كل احري [همقـ]      | كما بنوا كل الأخرى [المقـ]                 |
| 10  | [ـدشـ]ـم اش بارص لكم لم لـ[سكر] | [ـدسـ]ـات التي يالأرض لتكون لهم [لـ[لذكرى] |
| 11  | [وشم نعم عد] علم                | [واسم طيب حتى] الأبد                       |

## هوامش
1. 1 2  Slouschz، Nahoum (1942). Thesaurus of Phoenician Inscriptions (بالعبرية). Dvir. ص. 44.
2. 1 2 3  Friedman, Reuven؛ Ecker, Avner (2019). "Provenance and Political Borders: A Phoenician Inscription of the Hellenistic Period 'Strays' Across Modern Borders". Israel Exploration Journal. ج. 69 ع. 1: 60–72. مؤرشف من الأصل في 2024-09-21. اطلع عليه بتاريخ 2024-03-29.
3. ↑  stèle, Louvre website (in French). Accessed 28 March 2024. نسخة محفوظة 2022-10-28 على موقع واي باك مشين.
4. ↑  C. Clermont-Ganneau (1887)."Deux inscriptions phéniciennes inédites de la Phénicie propre", Paris: E. Leroux.
5. ↑  TSSI, III, inscription 31
6. ↑  Dunand, M.; Duru, R. (1962). Oumm el-'Amed: une ville de l'époque hellénistique aux échelles de Tyr [Umm el-'Amed: A Hellenistic-period City from the Ladder of Tyrus] (بالفرنسية). Librairie d'Amérique et d'Orient. Archived from the original on 2023-10-22. Retrieved 2021-12-11.
7. ↑  جورج ألبرت كوك [الإنجليزية]
، A Text-book of North-Semitic Inscriptions: Moabite, Hebrew, Phoenician, Aramaic, Nabataean, Palmyrene, Jewish, 1903, no.10
8. ↑  Slouschz، Nahoum (1942). Thesaurus of Phoenician Inscriptions (بالعبرية). Dvir. ص. 44–45.